# Sphalmium
Sphalmium es un género monotípico de arbusto perteneciente a la familia de las proteáceas. Su única especie, Sphalmium racemosum, es un endemismo de Australia.

## Taxonomía
Sphalmium racemosum fue descrita por (C.T.White) B.G.Briggs, B.Hyland & L.A.S.Johnson y publicado en Australian Journal of Botany 23(1): 166. 1975.
Sinonimia
- Orites racemosus C.T. White basónimo [2]